# Bundestagswahl 2021/Wahlergebnisse nach Wahlkreisen

Wahlergebnisse in den Wahlkreisen

Bundestagswahl 2021 – Wahlergebnisse nach Wahlkreisen (Erststimmen).

## Wahlergebnisse

### Schleswig-Holstein
| N. | Wahlkreis                          | SPD                  | SPD  | CDU                  | CDU  | Grüne               | Grüne | AfD                    | AfD | FDP                         | FDP  | Linke                     | Linke | Sonstige |
| N. | Wahlkreis                          | Kandidat             | %    | Kandidat             | %    | Kandidat            | %     | Kandidat               | %   | Kandidat                    | %    | Kandidat                  | %     | Sonstige |
| -- | ---------------------------------- | -------------------- | ---- | -------------------- | ---- | ------------------- | ----- | ---------------------- | --- | --------------------------- | ---- | ------------------------- | ----- | -------- |
| 1  | Flensburg – Schleswig              | Franziska Brzrezicha | 21,8 | Petra Nicolaisen     | 23,4 | Robert Habeck       | 28,1  | Jan Petersen-Brendel   | 5,5 | Christoph Anastasiadis      | 6,9  | Katrine Hoop              | 3,7   | 10,7     |
| 2  | Nordfriesland – Dithmarschen Nord  | Jens Peter Jensen    | 27,8 | Astrid Damerow       | 30,4 | Denise Loop         | 14,3  | Andrej Clasen          | 5,7 | Gyde Jensen-Bornhöft        | 9,7  | Hartmut Otto Jensen       | 2,8   | 9,3      |
| 3  | Steinburg – Dithmarschen Süd       | Karin Thissen        | 29,2 | Mark Helfrich        | 29,2 | Ingrid Nestle       | 12,4  | Jan Voigt              | 7,7 | Wolfgang Kubicki            | 14,3 | Michael Schilke           | 3,2   | 4,0      |
| 4  | Rendsburg-Eckernförde              | Sönke Rix            | 30,8 | Johann Wadephul      | 29,7 | Jakob Blasel        | 14,8  | Gereon Bollmann        | 6,3 | Christine Aschenberg-Dugnus | 8,0  | Hauke Schultz             | 2,7   | 7,6      |
| 5  | Kiel                               | Mathias Stein        | 29,5 | Thomas Stritzl       | 18,3 | Luise Amtsberg      | 28,1  | Eike Reimers           | 4,6 | Maximilian Mordhorst        | 7,4  | Lorenz Gösta Beutin       | 4,7   | 7,3      |
| 6  | Plön – Neumünster                  | Kristian Klinck      | 31,4 | Melanie Bernstein    | 27,9 | Martin Drees        | 15,7  | Alexis Leonard Giersch | 7,1 | Gunnar Schulz               | 9,4  | Gabriele Gschwind-Wiese   | 2,8   | 5,5      |
| 7  | Pinneberg                          | Ralf Stegner         | 31,2 | Michael von Abercron | 26,2 | Jens Herrndorff     | 16,9  | Joachim Schneider      | 6,4 | Philipp Rösch               | 10,9 | Cornelia Möhring          | 3,0   | 5,5      |
| 8  | Segeberg – Stormarn-Mitte          | Bengt Bergt          | 32,0 | Gero Storjohann      | 27,9 | Nils Bollenbach     | 13,7  | Sven Wendorf           | 7,1 | Jan Schupp                  | 10,4 | Malin Schultz             | 3,1   | 5,7      |
| 9  | Ostholstein – Stormarn-Nord        | Bettina Hagedorn     | 33,7 | Ingo Gädechens       | 30,3 | Jakob Brunken       | 13,4  | Uwe Witt               | 6,8 | Jörg Hansen                 | 9,4  | Susanne Spethmann         | 2,9   | 3,5      |
| 10 | Herzogtum Lauenburg – Stormarn-Süd | Nina Scheer          | 31,0 | Thomas Peters        | 26,6 | Konstantin von Notz | 17,4  | Wiebke Neumann         | 7,2 | Martin Turowski             | 10,5 | Christoph Ulrich Hinrichs | 2,6   | 4,7      |
| 11 | Lübeck                             | Tim Klüssendorf      | 34,1 | Claudia Schmidtke    | 21,8 | Bruno Hönel         | 21,4  | David Jenniches        | 6,6 | Heike Stegemann             | 7,5  | Emil Tankacheyev          | 3,1   | 5,6      |

### Mecklenburg-Vorpommern
| N. | Wahlkreis                                                             | SPD                  | SPD  | CDU               | CDU  | Grüne          | Grüne | AfD                      | AfD  | FDP               | FDP | Linke           | Linke | Sonstige |
| N. | Wahlkreis                                                             | Kandidat             | %    | Kandidat          | %    | Kandidat       | %     | Kandidat                 | %    | Kandidat          | %   | Kandidat        | %     | Sonstige |
| -- | --------------------------------------------------------------------- | -------------------- | ---- | ----------------- | ---- | -------------- | ----- | ------------------------ | ---- | ----------------- | --- | --------------- | ----- | -------- |
| 12 | Schwerin – Ludwigslust-Parchim I – Nordwestmecklenburg I              | Reem Alabali-Radovan | 29,4 | Dietrich Monstadt | 20,7 | Claudia Tamm   | 7,9   | Steffen Beckmann         | 16,5 | Yannik Meffert    | 7,7 | Ina Latendorf   | 11,7  | 6,2      |
| 13 | Ludwigslust-Parchim II – Nordwestmecklenburg II – Landkreis Rostock I | Frank Junge          | 35,2 | Simone Borchardt  | 18,2 | Martin Mölau   | 5,7   | Andreas-Michael Mrachacz | 17,2 | Daniel Bohl       | 7,2 | Judith Keller   | 10,4  | 6,2      |
| 14 | Rostock – Landkreis Rostock II                                        | Katrin Zschau        | 27,0 | Peter Stein       | 17,0 | Andreas Tesche | 10,2  | Tobias Pontow            | 12,2 | Hagen Reinhold    | 7,5 | Dietmar Bartsch | 18,2  | 8,0      |
| 15 | Vorpommern-Rügen – Vorpommern-Greifswald I                            | Anna Kassautzki      | 24,3 | Georg Günther     | 20,4 | Claudia Müller | 7,3   | Leif-Erik Holm           | 19,9 | Sebastian Adler   | 6,6 | Kerstin Kassner | 13,7  | 7,7      |
| 16 | Mecklenburgische Seenplatte I – Vorpommern-Greifswald II              | Erik von Malottki    | 24,8 | Philipp Amthor    | 20,7 | Katharina Horn | 4,1   | Enrico Komning           | 24,3 | Christian Bartelt | 7,4 | Toni Jaschinski | 10,8  | 8,0      |
| 17 | Mecklenburgische Seenplatte II – Landkreis Rostock III                | Johannes Arlt        | 31,1 | Stephan Bunge     | 21,3 | Falk Jagszent  | 5,4   | Ulrike Schielke-Ziesing  | 21,6 | Tobias Schubert   | 7,0 | Amina Kanew     | 10,3  | 3,3      |

### Hamburg
| N. | Wahlkreis                   | SPD             | SPD  | CDU                  | CDU  | Grüne           | Grüne | AfD                 | AfD | FDP                  | FDP | Linke           | Linke | Sonstige |
| N. | Wahlkreis                   | Kandidat        | %    | Kandidat             | %    | Kandidat        | %     | Kandidat            | %   | Kandidat             | %   | Kandidat        | %     | Sonstige |
| -- | --------------------------- | --------------- | ---- | -------------------- | ---- | --------------- | ----- | ------------------- | --- | -------------------- | --- | --------------- | ----- | -------- |
| 18 | Hamburg-Mitte               | Falko Droßmann  | 33,2 | Christoph de Vries   | 13,0 | Manuel Muja     | 26,0  | Nicole Jordan       | 4,9 | James Blum           | 8,1 | David Stoop     | 9,1   | 5,7      |
| 19 | Hamburg-Altona              | Matthias Bartke | 28,6 | Marcus Weinberg      | 16,8 | Linda Heitmann  | 29,7  | Bernd Baumann       | 3,4 | Fabrice Henrici      | 8,2 | Cansu Özdemir   | 9,7   | 3,7      |
| 20 | Hamburg-Eimsbüttel          | Niels Annen     | 29,6 | Rüdiger Kruse        | 17,2 | Till Steffen    | 29,8  | Marc Cremer-Thursby | 3,4 | Carolin Hümpel       | 8,1 | Żaklin Nastić   | 7,1   | 4,8      |
| 21 | Hamburg-Nord                | Dorothee Martin | 30,7 | Christoph Ploß       | 23,8 | Katharina Beck  | 25,7  | Benjamin Mennerich  | 3,4 | Robert Bläsing       | 8,6 | Deniz Çelik     | 4,9   | 2,8      |
| 22 | Hamburg-Wandsbek            | Aydan Özoguz    | 38,7 | Franziska Hoppermann | 19,2 | Daniel Grimm    | 15,4  | Dietmar Wagner      | 6,7 | Wieland Schinnenburg | 9,1 | Johann Graßhoff | 6,2   | 4,7      |
| 23 | Hamburg-Bergedorf – Harburg | Metin Hakverdi  | 39,3 | Uwe Schneider        | 16,9 | Manuel Sarrazin | 15,5  | Olga Petersen       | 8,2 | Sonja Jacobsen       | 8,5 | Stephan Jersch  | 6,7   | 4,9      |

### Niedersachsen
| N. | Wahlkreis                                  | SPD                    | SPD  | CDU                   | CDU  | Grüne                      | Grüne | AfD                         | AfD | FDP                     | FDP  | Linke                   | Linke | Sonstige |
| N. | Wahlkreis                                  | Kandidat               | %    | Kandidat              | %    | Kandidat                   | %     | Kandidat                    | %   | Kandidat                | %    | Kandidat                | %     | Sonstige |
| -- | ------------------------------------------ | ---------------------- | ---- | --------------------- | ---- | -------------------------- | ----- | --------------------------- | --- | ----------------------- | ---- | ----------------------- | ----- | -------- |
| 24 | Aurich – Emden                             | Johann Saathoff        | 52,8 | Joachim Lübbo-Kleen   | 17,7 | Stefan Maas                | 9,3   | –                           | –   | Sahra Buss              | 8,7  | Friedrich-Bernd Albers  | 3,6   | 7,8      |
| 25 | Unterems                                   | Anja Troff-Schaffarzyk | 28,5 | Gitta Connemann       | 44,4 | Julian Pahlke              | 9,5   | Holger Kühnlenz             | 7,8 | Ferhat Asi              | 6,2  | Kai-Uwe Jesiek          | 2,5   | 1,2      |
| 26 | Friesland – Wilhelmshaven – Wittmund       | Siemtje Möller         | 45,4 | Anne Janssen          | 22,0 | Sina Beckmann              | 10,2  | Joachim Wundrak             | 7,7 | Hendrick Theemann       | 7,1  | Hans-Henning Adler      | 2,6   | 5,0      |
| 27 | Oldenburg – Ammerland                      | Dennis Rohde           | 38,2 | Stephan Albani        | 19,9 | Susanne Menge              | 20,4  | Andreas Paul                | 5,0 | Daniel Rüdel            | 7,5  | Amira Mohamed Ali       | 5,9   | 3,2      |
| 28 | Delmenhorst – Wesermarsch – Oldenburg-Land | Susanne Mittag         | 36,7 | Philipp Albrecht      | 24,9 | Christina-Johanne Schröder | 13,1  | Adam Golkontt               | 7,4 | Christian Dürr          | 10,7 | Christian Suhr          | 3,0   | 4,2      |
| 29 | Cuxhaven – Stade II                        | Daniel Schneider       | 36,8 | Enak Ferlemann        | 30,1 | Stefan Wenzel              | 11,0  | Olaf Kappelt                | 7,3 | Günter Ernst Wichert    | 6,9  | Dietmar Buttler         | 1,9   | 5,9      |
| 30 | Stade I – Rotenburg II                     | Kai Koeser             | 31,7 | Oliver Grundmann      | 34,6 | Claas Goldenstein          | 13,2  | Marie-Thérèse Kaiser        | 7,1 | Steven Hermeling        | 8,0  | Klemens Kowalski        | 2,9   | 2,5      |
| 31 | Mittelems                                  | Daniela De Ridder      | 29,2 | Albert Stegemann      | 40,5 | Everhard Hüseman           | 12,6  | Danny Meiners               | 5,0 | Jens Beeck              | 9,7  | Helmuth Hoffmann        | 2,2   | 0,8      |
| 32 | Cloppenburg – Vechta                       | Alexander Bartz        | 20,7 | Silvia Breher         | 49,1 | Tanja Meyer                | 10,6  | Waldemar Herdt              | 7,8 | Carolin Abeln           | 8,8  | Tom Dobrowolski         | 2,2   | 0,8      |
| 33 | Diepholz – Nienburg I                      | Peggy Schierenbeck     | 31,9 | Axel Knoerig          | 33,8 | Sylvia Holste-Hagen        | 13,5  | Alfons Josef August Muhle   | 6,7 | Jan Andreas Hinderks    | 9,4  | Jürgen Abelmann         | 2,8   | 2,0      |
| 34 | Osterholz – Verden                         | Michael Harjes         | 32,5 | Andreas Mattfeldt     | 33,7 | Lena Gumnior               | 14,7  | –                           | –   | Gero Hocker             | 9,2  | Mizgin Ciftci           | 4,3   | 5,7      |
| 35 | Rotenburg I – Heidekreis                   | Lars Klingbeil         | 47,6 | Carsten Büttinghaus   | 26,4 | Michael Kopatz             | 8,1   | Volker Körlin               | 7,4 | Alexander Künzle        | 5,9  | Kathrin Otte            | 2,4   | 2,2      |
| 36 | Harburg                                    | Svenja Stadler         | 31,0 | Michael Grosse-Brömer | 29,1 | Nadja Weippert             | 15,0  | Henning Schwieger           | 6,9 | Nino Ruschmeyer         | 9,0  | Joachim Kotteck         | 2,6   | 6,4      |
| 37 | Lüchow-Dannenberg – Lüneburg               | Jakob Blankenburg      | 28,2 | Eckhard Pols          | 24,9 | Julia Verlinden            | 25,1  | Armin-Paul Hampel           | 6,3 | Edzard Schmidt-Jortzig  | 6,9  | Thorben Peters          | 3,9   | 4,7      |
| 38 | Osnabrück-Land                             | Anke Hennig            | 29,7 | André Berghegger      | 36,2 | Filiz Polat                | 14,6  | Roland Lapinskas            | 6,3 | Matthias Seestern-Pauly | 8,6  | Swen Adams              | 2,4   | 2,2      |
| 39 | Stadt Osnabrück                            | Manuel Gava            | 30,3 | Mathias Middelberg    | 29,2 | Thomas Klein               | 23,0  | Florian Meyer               | 4,5 | Nemir Ali               | 6,8  | Heidi Reichinnek        | 4,7   | 1,4      |
| 40 | Nienburg II – Schaumburg                   | Marja-Liisa Völlers    | 35,3 | Maik Beermann         | 30,9 | Katja Keul                 | 12,8  | Thorsten Althaus            | 8,3 | Anton van den Born      | 6,2  | Lennart Jan Dahms       | 2,2   | 4,3      |
| 41 | Stadt Hannover I                           | Adis Ahmetovic         | 34,9 | Maximilian Oppelt     | 21,4 | Swantje Michaelsen         | 21,8  | Jörn König                  | 5,9 | Katharina Wieking       | 7,5  | Hans-Herbert Ullrich    | 3,6   | 4,9      |
| 42 | Stadt Hannover II                          | Yasmin Fahimi          | 32,9 | Diana Rieck-Vogt      | 18,4 | Sven-Christian Kindler     | 26,5  | Reinhard Hirche             | 4,5 | Knut Gerschau           | 6,7  | Parwaneh Bokah Tamejani | 5,2   | 5,8      |
| 43 | Hannover-Land I                            | Rebecca Schamber       | 33,7 | Hendrik Hoppenstedt   | 31,9 | Jens Palandt               | 13,0  | Dietmar Friedhoff           | 7,5 | Grigorios Aggelidis     | 7,3  | Michael Braedt          | 2,3   | 4,4      |
| 44 | Celle – Uelzen                             | Dirk-Ulrich Mende      | 32,3 | Henning Otte          | 32,9 | Markus Jordan              | 12,0  | Thomas Ehrhorn              | 9,3 | Anja Schulz             | 8,6  | Christoph Podstawa      | 2,8   | 2,2      |
| 45 | Gifhorn – Peine                            | Hubertus Heil          | 43,7 | Ingrid Pahlmann       | 24,4 | Henrik Werner              | 9,6   | Stefan Marzischewski-Drewes | 9,3 | Thomas Schellhorn       | 6,5  | Andreas Mantzke         | 2,2   | 4,3      |
| 46 | Hameln-Pyrmont – Holzminden                | Johannes Schraps       | 43,2 | Mareike Wulf          | 25,5 | Helge Limburg              | 10,1  | Delia Klages                | 8,5 | Moritz Mönkemeyer       | 6,9  | Stephan Marquardt       | 2,8   | 2,9      |
| 47 | Hannover-Land II                           | Matthias Miersch       | 40,7 | Tilman Kuban          | 25,5 | Simone Meyer               | 12,4  | Dirk Brandes                | 7,5 | Nadin Zaya              | 6,6  | Thorsten Kuhn           | 2,3   | 5,1      |
| 48 | Hildesheim                                 | Bernd Westphal         | 38,7 | Ute Bertram           | 25,8 | Ottmar von Holtz           | 14,4  | Frank Rinck                 | 7,1 | Henrik Jacobs           | 7,2  | Rita Krüger             | 3,4   | 3,5      |
| 49 | Salzgitter – Wolfenbüttel                  | Dunja Kreiser          | 38,6 | Holger Bormann        | 27,2 | Claudia Bei der Wieden     | 10,6  | Thomas Günther              | 9,9 | Max Weitemeier          | 6,6  | Victor Perli            | 3,9   | 3,3      |
| 50 | Braunschweig                               | Christos Pantazis      | 36,7 | Carsten Müller        | 22,4 | Margaux Erdmann            | 20,2  | Frank Weber                 | 5,8 | Anikó Merten            | 7,0  | Alper Özgür             | 3,8   | 4,0      |
| 51 | Helmstedt – Wolfsburg                      | Falko Mohrs            | 42,1 | Andreas Weber         | 26,6 | Frank Bsirske              | 8,8   | Stephanie Scharfenberg      | 9,6 | Kristin Krumm           | 7,6  | Bernd Mex               | 2,8   | 2,6      |
| 52 | Goslar – Northeim – Osterode               | Frauke Heiligenstadt   | 36,7 | Roy Kühne             | 33,2 | Karoline Otte              | 10,5  | Jens Kestner                | 7,9 | Jan Schwede             | 6,2  | Eva Brunnemann          | 2,7   | 2,7      |
| 53 | Göttingen                                  | Andreas Philippi       | 32,2 | Fritz Güntzler        | 26,9 | Jürgen Trittin             | 23,2  | -                           | -   | Konstantin Kuhle        | 9,6  | Thomas Goes             | 5,1   | 3,0      |

### Bremen
| N. | Wahlkreis               | SPD             | SPD  | CDU             | CDU  | Grüne                   | Grüne | AfD              | AfD | FDP            | FDP | Linke           | Linke | Sonstige |
| N. | Wahlkreis               | Kandidat        | %    | Kandidat        | %    | Kandidat                | %     | Kandidat         | %   | Kandidat       | %   | Kandidat        | %     | Sonstige |
| -- | ----------------------- | --------------- | ---- | --------------- | ---- | ----------------------- | ----- | ---------------- | --- | -------------- | --- | --------------- | ----- | -------- |
| 54 | Bremen I                | Sarah Ryglewski | 30,2 | Thomas Röwekamp | 21,3 | Kirsten Kappert-Gonther | 21,5  | Heinrich Löhmann | 4,9 | Volker Redder  | 7,5 | Cindi Tuncel    | 8,3   | 6,2      |
| 55 | Bremen II – Bremerhaven | Uwe Schmidt     | 36,9 | Wiebke Winter   | 20,1 | Michael Labetzke        | 14,6  | Thomas Jürgewitz | 8,8 | Gökhan Akkamis | 6,0 | Doris Achelwilm | 7,5   | 6,1      |

### Brandenburg
| N. | Wahlkreis                                                                        | SPD                | SPD  | CDU                | CDU  | Grüne                | Grüne | AfD             | AfD  | FDP                | FDP | Linke               | Linke | Sonstige |
| N. | Wahlkreis                                                                        | Kandidat           | %    | Kandidat           | %    | Kandidat             | %     | Kandidat        | %    | Kandidat           | %   | Kandidat            | %     | Sonstige |
| -- | -------------------------------------------------------------------------------- | ------------------ | ---- | ------------------ | ---- | -------------------- | ----- | --------------- | ---- | ------------------ | --- | ------------------- | ----- | -------- |
| 56 | Prignitz – Ostprignitz-Ruppin – Havelland I                                      | Wiebke Papenbrock  | 33,0 | Sebastian Steineke | 19,4 | Maximilian Kowol     | 4,7   | Dominik Kaufner | 19,7 | Thomas Essig       | 6,1 | Anja Mayer          | 9,0   | 8,2      |
| 57 | Uckermark – Barnim I                                                             | Stefan Zierke      | 29,6 | Jens Koeppen       | 17,8 | Michael Kellner      | 5,8   | Hannes Gnauck   | 20,3 | Friedhelm Boginski | 8,5 | Isabelle Czok-Alm   | 9,5   | 8,5      |
| 58 | Oberhavel – Havelland II                                                         | Ariane Fäscher     | 26,3 | Uwe Feiler         | 20,8 | Anne Schumacher      | 9,9   | Ulrich Storm    | 16,0 | Ralf Tiedemann     | 9,0 | Anke Domscheit-Berg | 8,0   | 10,0     |
| 59 | Märkisch-Oderland – Barnim II                                                    | Simona Koß         | 24,8 | Sabine Buder       | 23,4 | Kim Stattaus         | 6,7   | Lars Günther    | 18,3 | Mirko Dachroth     | 7,0 | Niels-Olaf Lüders   | 12,5  | 7,3      |
| 60 | Brandenburg a.d. Havel – Potsdam-Mittelmark I – Havelland III – Teltow-Fläming I | Sonja Eichwede     | 32,1 | Dietlind Tiemann   | 20,1 | Alexandra Pichl      | 6,5   | Axel Brösicke   | 16,5 | Patrick Meinhardt  | 6,4 | Tobias Bank         | 8,7   | 9,7      |
| 61 | Potsdam – Potsdam-Mittelmark II – Teltow-Fläming II                              | Olaf Scholz        | 34,0 | Saskia Ludwig      | 13,8 | Annalena Baerbock    | 18,8  | Tim Krause      | 9,2  | Linda Teuteberg    | 8,9 | Norbert Müller      | 7,8   | 7,5      |
| 62 | Dahme-Spreewald – Teltow-Fläming III – Oberspreewald-Lausitz I                   | Sylvia Lehmann     | 26,5 | Jana Schimke       | 19,9 | Gerhard Kalinka      | 7,1   | Steffen Kotré   | 17,6 | Lars Hartfelder    | 7,9 | Carsten Preuß       | 9,1   | 12,0     |
| 63 | Frankfurt (Oder) – Oder-Spree                                                    | Mathias Papendieck | 28,0 | Daniel Rosentreter | 16,3 | Marcus Winter        | 6,3   | Wilko Möller    | 21,5 | Jasmin Stüwe       | 7,1 | Stefan Kunath       | 11,2  | 9,6      |
| 64 | Cottbus – Spree-Neiße                                                            | Maja Wallstein     | 27,6 | Markus Niggemann   | 16,7 | Heide Schinowsky     | 3,7   | Daniel Münschke | 25,7 | Laura Schieritz    | 9,0 | Christian Görke     | 8,8   | 8,4      |
| 65 | Elbe-Elster – Oberspreewald-Lausitz II                                           | Hannes Walter      | 25,4 | Knut Abraham       | 16,2 | Paul-Philipp Neumann | 3,5   | Silvio Wolf     | 25,0 | Martin Neumann     | 9,0 | Yvonne Mahlo        | 9,0   | 12,1     |

### Sachsen-Anhalt
| N. | Wahlkreis               | SPD               | SPD  | CDU                 | CDU  | Grüne                           | Grüne | AfD                | AfD  | FDP                     | FDP | Linke               | Linke | Sonstige |
| N. | Wahlkreis               | Kandidat          | %    | Kandidat            | %    | Kandidat                        | %     | Kandidat           | %    | Kandidat                | %   | Kandidat            | %     | Sonstige |
| -- | ----------------------- | ----------------- | ---- | ------------------- | ---- | ------------------------------- | ----- | ------------------ | ---- | ----------------------- | --- | ------------------- | ----- | -------- |
| 66 | Altmark                 | Herbert Wollmann  | 27,5 | Uwe Harms           | 21,8 | Gregor Laukert                  | 4,3   | Arno Bausemer      | 19,4 | Marcus Faber            | 8,5 | Matthias Höhn       | 10,4  | 8,1      |
| 67 | Börde – Jerichower Land | Franziska Kersten | 26,2 | Gerry Weber         | 25,0 | Thomas Josef Schlenker          | 4,2   | Jan Wenzel Schmidt | 20,3 | Mathias Schulte         | 8,1 | David Schliesing    | 8,7   | 7,5      |
| 68 | Harz                    | Maik Berger       | 25,4 | Heike Brehmer       | 27,7 | Wolfgang Strauhs                | 4,6   | Sören Stefanowicz  | 18,2 | Denise Köcke            | 7,4 | Karsten Lippmann    | 10,5  | 6,1      |
| 69 | Magdeburg               | Martin Kröber     | 25,3 | Tino Sorge          | 22,0 | Urs Justus Jasper Gregor Liebau | 9,3   | Frank Pasemann     | 15,1 | Fabian Horn             | 7,8 | Chris Scheunchen    | 9,7   | 10,8     |
| 70 | Dessau – Wittenberg     | Leonard Schneider | 19,5 | Sepp Müller         | 34,3 | Steffi Lemke                    | 6,7   | Andreas Mrosek     | 19,3 | Alexander Martin Oppelt | 6,7 | Johannes Hüthel     | 7,9   | 5,6      |
| 71 | Anhalt                  | Anne Stamm        | 20,7 | Frank Wyszkowski    | 23,5 | Hans Jakob Charles Schweizer    | 3,3   | Kay-Uwe Ziegler    | 24,2 | Thorben Fiedler         | 7,8 | Jan Korte           | 14,8  | 5,7      |
| 72 | Halle                   | Karamba Diaby     | 28,8 | Christoph Bernstiel | 20,7 | Inés Brock-Harder               | 8,5   | Alexander Raue     | 15,3 | Yana Mark               | 8,1 | Petra Sitte         | 13,1  | 5,5      |
| 73 | Burgenland – Saalekreis | Jens Wojtyschak   | 21,9 | Dieter Stier        | 26,3 | Martina Hoffmann                | 3,4   | Martin Reichardt   | 26,0 | Carsten Sonntag         | 9,5 | Birke Bull-Bischoff | 10,0  | 3,0      |
| 74 | Mansfeld                | Katrin Budde      | 23,6 | Torsten Schweiger   | 24,9 | Mika-Sören Erdmann              | 2,9   | Robert Farle       | 25,1 | Ingo Bodtke             | 8,4 | Daniel Feuerberg    | 10,0  | 5,1      |

### Berlin
Nach einem Urteil des Bundesverfassungsgerichts wurde in 455 der 2.256 Berliner Wahlbezirken am 11. Februar 2024 erneut abgestimmt. In Klammern: Ergebnis 2021.
| N. | Wahlkreis                                               | SPD               | SPD    | CDU                      | CDU    | Grüne             | Grüne  | AfD                      | AfD    | FDP                 | FDP   | Linke              | Linke  | Sonstige |
| N. | Wahlkreis                                               | Kandidat          | %      | Kandidat                 | %      | Kandidat          | %      | Kandidat                 | %      | Kandidat            | %     | Kandidat           | %      | Sonstige |
| -- | ------------------------------------------------------- | ----------------- | ------ | ------------------------ | ------ | ----------------- | ------ | ------------------------ | ------ | ------------------- | ----- | ------------------ | ------ | -------- |
| 75 | Berlin-Mitte                                            | Annika Klose      | (22,7) | Ottilie Klein            | (13,3) | Hanna Steinmüller | (30,5) | Beatrix von Storch       | (5,1)  | Anna Kryszan        | (6,7) | Martin Neise       | (14,2) | (7,5)    |
| 76 | Berlin-Pankow                                           | Klaus Mindrup     | (21,5) | Manuela Anders-Granitzki | (12,7) | Stefan Gelbhaar   | (25,5) | Götz Frömming            | (8,9)  | Daniela Kluckert    | (6,9) | Udo Wolf           | (16,2) | (8,4)    |
| 77 | Berlin-Reinickendorf                                    | Torsten Einstmann | (25,8) | Monika Grütters          | (27,2) | Bernd Schwarz     | (14,0) | Sebastian Maack          | (9,8)  | Friedrich Ohnesorge | (8,7) | Hakan Tas          | (4,9)  | (9,6)    |
| 78 | Berlin-Spandau – Charlottenburg Nord                    | Helmut Kleebank   | (32,8) | Joe Chialo               | (23,5) | Steffen Laube     | (11,9) | Lukas Garnis             | (10,1) | Dominik Znanewitz   | (8,5) | Helin Evrim Sommer | (5,5)  | (7,6)    |
| 79 | Berlin-Steglitz – Zehlendorf                            | Ruppert Stüwe     | (24,9) | Thomas Heilmann          | (28,0) | Nina Stahr        | (22,2) | Birgit Malsack-Winkemann | (5,3)  | Henning Krumrey     | (9,1) | Marcus Otto        | (4,3)  | (6,2)    |
| 80 | Berlin-Charlottenburg – Wilmersdorf                     | Michael Müller    | (27,9) | Klaus-Dieter Gröhler     | (22,3) | Lisa Paus         | (24,4) | Eva-Marie Doerfler       | (4,3)  | Christoph Meyer     | (9,7) | Michael Efler      | (5,7)  | (5,7)    |
| 81 | Berlin-Tempelhof – Schöneberg                           | Kevin Kühnert     | (27,1) | Jan-Marco Luczak         | (21,9) | Renate Künast     | (25,1) | Frank-Christian Hansel   | (5,7)  | Lars Lindemann      | (7,3) | Alexander King     | (6,1)  | (6,8)    |
| 82 | Berlin-Neukölln                                         | Hakan Demir       | (26,0) | Christina Schwarzer      | (18,7) | Andreas Audretsch | (19,8) | Marcel Goldammer         | (7,4)  | Janine Falkenberg   | (6,3) | Lucia Schnell      | (13,1) | (8,5)    |
| 83 | Berlin-Friedrichshain – Kreuzberg – Prenzlauer Berg Ost | Cansel Kiziltepe  | (17,4) | Kevin Kratzsch           | (7,6)  | Canan Bayram      | (37,9) | Sibylle Schmidt          | (3,9)  | Ann Cathrin Riedel  | (5,4) | Pascal Meiser      | (17,7) | (10,1)   |
| 84 | Berlin-Treptow – Köpenick                               | Ana-Maria Trăsnea | (15,4) | Claudia Pechstein        | (13,5) | Annkatrin Esser   | (10,3) | Denis Henkel             | (11,4) | Carl Grouwet        | (5,9) | Gregor Gysi        | (35,4) | (7,9)    |
| 85 | Berlin-Marzahn – Hellersdorf                            | Enrico Bloch      | (14,8) | Mario Czaja              | (29,4) | Anne Thiel-Klein  | (6,2)  | Thomas Braun             | (15,6) | Alice Schmidt       | (4,6) | Petra Pau          | (21,9) | (7,5)    |
| 86 | Berlin-Lichtenberg                                      | Anja Ingenbleek   | (19,6) | Wilfried Nünthel         | (12,4) | Laura Dornheim    | (13,6) | Dietmar Drewes           | (12,2) | Lina Noreen Thiel   | (6,1) | Gesine Lötzsch     | (25,8) | (10,3)   |

### Nordrhein-Westfalen
| N.  | Wahlkreis                           | SPD                  | SPD  | CDU                           | CDU  | Grüne                        | Grüne | AfD                        | AfD  | FDP                           | FDP  | Linke                            | Linke | Sonstige |
| N.  | Wahlkreis                           | Kandidat             | %    | Kandidat                      | %    | Kandidat                     | %     | Kandidat                   | %    | Kandidat                      | %    | Kandidat                         | %     | Sonstige |
| --- | ----------------------------------- | -------------------- | ---- | ----------------------------- | ---- | ---------------------------- | ----- | -------------------------- | ---- | ----------------------------- | ---- | -------------------------------- | ----- | -------- |
| 87  | Aachen I                            | Ye-One Rhie          | 23,8 | Rudolf Henke                  | 25,6 | Oliver Krischer              | 30,2  | Roger Lebien               | 3,8  | Katharina Willkomm            | 7,9  | Andrej Hunko                     | 4,4   | 4,3      |
| 88  | Aachen II                           | Claudia Moll         | 34,5 | Catarina dos Santos Firnhaber | 32,5 | Lukas Benner                 | 11,8  | Michael Winterich          | 7,5  | Birgit Haveneth               | 7,1  | Johannes Koch                    | 2,7   | 3,9      |
| 89  | Heinsberg                           | Norbert Spinrath     | 25,9 | Wilfried Oellers              | 39,7 | Dignanllely Meurer           | 10,7  | Herrmann Navel             | 7,6  | Alexander Dorner              | 7,4  | Rüdiger Birmann                  | 2,5   | 6,1      |
| 90  | Düren                               | Dietmar Nietan       | 30,8 | Thomas Rachel                 | 36,7 | Chris Ändra                  | 9,3   | Wolfgang Kochs             | 8,5  | Laura Jacobsen-Littig         | 7,4  | Valentin Raimund Veithen         | 2,3   | 5,1      |
| 91  | Rhein-Erft-Kreis I                  | Aaron Spielmanns     | 30,5 | Georg Kippels                 | 33,0 | Rüdiger Warnecke             | 13,2  | Eugen Schmidt              | 7,0  | Stefan Westerschulze          | 9,1  | Sirin Seitz                      | 3,1   | 4,2      |
| 92  | Euskirchen – Rhein-Erft-Kreis II    | Dagmar Andres        | 26,7 | Detlef Seif                   | 34,6 | Marion Sand                  | 13,1  | Rüdiger Lucassen           | 7,9  | Markus Herbrand               | 10,4 | Stefan Söhngen                   | 2,6   | 4,8      |
| 93  | Köln I                              | Sanae Abdi           | 27,9 | Karsten Möring                | 22,6 | Lisa-Marie Friede            | 23,9  | Fabian Jacobi              | 6,3  | Reinhard Houben               | 8,2  | Madeleine Eisfeld                | 5,2   | 5,9      |
| 94  | Köln II                             | Marion Sollbach      | 19,7 | Sandra von Möller             | 25,0 | Sven Lehmann                 | 34,6  | Luca Leitterstorf          | 2,7  | Joachim Krämer                | 8,3  | Matthias Walter Birkwald         | 4,3   | 5,4      |
| 95  | Köln III                            | Rolf Mützenich       | 29,9 | Gisela Manderla               | 18,6 | Katharina Dröge              | 28,3  | Jochen Haug                | 5,2  | Volker Görzel                 | 6,9  | Michael Weisenstein              | 5,5   | 5,5      |
| 96  | Bonn                                | Jessica Rosenthal    | 25,1 | Christoph Jansen              | 24,4 | Katrin Uhlig                 | 25,2  | Hans Neuhoff               | 4,0  | Alexander Graf Lambsdorff     | 12,6 | Ilja Bergen                      | 3,6   | 5,0      |
| 97  | Rhein-Sieg-Kreis I                  | Sebastian Hartmann   | 28,5 | Elisabeth Winkelmeier-Becker  | 32,6 | Elisabeth Anschütz           | 14,1  | Hans Eifler                | 7,0  | Ralph Lorenz                  | 8,9  | Alexander Neu                    | 3,3   | 5,5      |
| 98  | Rhein-Sieg-Kreis II                 | Katja Stoppenbrink   | 23,4 | Norbert Röttgen               | 40,0 | Richard Ralfs                | 15,4  | Roger Beckamp              | 5,9  | Nicole Westig                 | 7,9  | Andreas Danne                    | 2,6   | 4,7      |
| 99  | Oberbergischer Kreis                | Michaela Engelmeier  | 26,8 | Carsten Brodesser             | 33,9 | Sabine Grützmacher           | 12,0  | Bernd Rummler              | 9,5  | Jörg von Polheim              | 9,9  | Diyar Agu                        | 2,9   | 5,0      |
| 100 | Rheinisch-Bergischer Kreis          | Kastriot Krasniqi    | 22,7 | Hermann-Josef Tebroke         | 30,0 | Maik Außendorf               | 18,0  | Harald Weyel               | 5,4  | Christian Lindner             | 16,8 | Isabelle Casel                   | 2,8   | 4,3      |
| 101 | Leverkusen – Köln IV                | Karl Lauterbach      | 45,6 | Serap Güler                   | 20,4 | Nyke Slawik                  | 11,3  | Christer Cremer            | 7,1  | Cornelia Besser               | 7,2  | Beate Hane-Knoll                 | 3,7   | 4,7      |
| 102 | Wuppertal I                         | Helge Lindh          | 37,3 | Caroline Lünenschloss         | 22,0 | Anja Liebert                 | 13,1  | Martin Liedtke-Bentlage    | 8,3  | Manfred Todtenhausen          | 9,5  | Till Sörensen-Siebel             | 4,7   | 5,2      |
| 103 | Solingen – Remscheid – Wuppertal II | Ingo Schäfer         | 32,6 | Jürgen Hardt                  | 27,6 | Silvia Ingrid Vaeckenstedt   | 12,9  | Frederick Kühne            | 7,6  | Robert Weindl                 | 10,7 | Mohamad Shoan Vaisi              | 3,1   | 5,3      |
| 104 | Mettmann I                          | Christian Steinacker | 24,9 | Klaus Wiener                  | 30,0 | Roland Schüren               | 22,9  | Martin Renner              | 6,8  | Nicole Burda                  | 9,4  | Lutz Gallasch                    | 2,7   | 3,4      |
| 105 | Mettmann II                         | Kerstin Griese       | 30,7 | Peter Beyer                   | 31,3 | Ophelia Nick                 | 14,5  | Jessica Malisch            | 7,3  | Jessica Denné-Weiß            | 9,1  | Birgit Onori                     | 2,8   | 4,4      |
| 106 | Düsseldorf I                        | Zanda Martens        | 22,4 | Thomas Jarzombek              | 31,1 | Frederik Hartmann            | 21,2  | Andrea Kraljic             | 4,0  | Marie-Agnes Strack-Zimmermann | 13,9 | Helmut Born                      | 2,9   | 4,4      |
| 107 | Düsseldorf II                       | Andreas Rimkus       | 29,2 | Sylvia Pantel                 | 24,7 | Sara Nanni                   | 21,4  | Uta Opelt                  | 5,8  | Christoph Schork              | 10,0 | Julia Marmulla                   | 3,8   | 5,1      |
| 108 | Neuss I                             | Daniel Rinkert       | 32,0 | Hermann Gröhe                 | 35,8 | Petra Schenke                | 11,2  | Stefan Hrdy                | 6,7  | Bijan Djir-Sarai              | 8,1  | Falk Vom Dorff                   | 2,6   | 3,6      |
| 109 | Mönchengladbach                     | Gülistan Yüksel      | 29,3 | Günter Krings                 | 35,6 | Kathrin Henneberger          | 13,5  | Peter Herbert Müller       | 7,7  | Peter König                   | 8,6  | -                                | -     | 5,2      |
| 110 | Krefeld I – Neuss II                | Philipp Einfalt      | 25,5 | Ansgar Heveling               | 33,4 | Katharina Voller             | 15,8  | Christof Rausch            | 5,9  | Otto Fricke                   | 12,2 | Julia Suermondt                  | 2,8   | 4,4      |
| 111 | Viersen                             | Udo Schiefner        | 27,6 | Martin Plum                   | 35,8 | Rene Heesen                  | 14,1  | Kay Gottschalk             | 5,9  | Eric Scheuerle                | 8,7  | Britta Pietsch                   | 3,2   | 4,6      |
| 112 | Kleve                               | Bodo Wißen           | 28,4 | Stefan Rouenhoff              | 37,6 | Friederike Janitza           | 13,9  | Gerd Plorin                | 5,8  | Georg Cluse                   | 8,7  | Norbert Hayduk                   | 2,5   | 3,1      |
| 113 | Wesel I                             | Rainer Keller        | 34,2 | Sabine Weiss                  | 29,8 | Hans-Peter Weiß              | 12,5  | Holger Raumann             | 6,8  | Bernd Reuther                 | 9,1  | Sidney Lewandowski               | 2,9   | 4,7      |
| 114 | Krefeld II – Wesel II               | Jan Dieren           | 35,2 | Kerstin Radomski              | 28,4 | Ulle Schauws                 | 13,4  | Hauke Finger               | 7,0  | Michael Terwiesche            | 8,4  | Sebastian Schubert               | 3,1   | 4,5      |
| 115 | Duisburg I                          | Bärbel Bas           | 40,3 | Thomas Mahlberg               | 20,7 | Lamya Kaddor                 | 14,3  | Sascha Lensing             | 9,5  | Charline Kappes               | 7,0  | Mirze Edis                       | 4,7   | 3,5      |
| 116 | Duisburg II                         | Mahmut Özdemir       | 39,4 | Volker Mosblech               | 20,0 | Felix Banaszak               | 10,9  | Rainer Holfeld             | 13,8 | Markus Giesler                | 7,1  | Christian Leye                   | 5,1   | 3,7      |
| 117 | Oberhausen – Wesel III              | Dirk Vöpel           | 38,8 | Marie-Luise Dött              | 22,5 | Stefanie Weyland             | 11,9  | Olaf Wilhelm               | 9,5  | Roman Müller-Böhm             | 7,0  | Sascha Wagner                    | 3,4   | 6,9      |
| 118 | Mülheim – Essen I                   | Sebastian Fiedler    | 36,3 | Astrid Timmermann-Fechter     | 24,0 | Franziska Krumwiede-Steiner  | 14,1  | Alexander von Wrese        | 8,5  | Joachim vom Berg              | 8,6  | Eliseo Francesco Maugeri         | 2,7   | 5,9      |
| 119 | Essen II                            | Dirk Heidenblut      | 37,8 | Florian Fuchs                 | 22,8 | Christine Müller-Hechfellner | 12,1  | Andrea Pousset             | 11,5 | Martin Hollinger              | 6,7  | Jules El-Khatib                  | 4,2   | 4,9      |
| 120 | Essen III                           | Gereon Wolters       | 30,0 | Matthias Hauer                | 30,7 | Kai Gehring                  | 18,9  | Stefan Keuter              | 5,4  | Rüdiger König                 | 7,2  | Ezgi Güyildar                    | 3,3   | 4,4      |
| 121 | Recklinghausen I                    | Frank Schwabe        | 41,0 | Michael Breilmann             | 25,6 | Nils Stennei                 | 10,6  | Lutz Wagner                | 9,2  | Marlies Greve                 | 7,0  | Uwe Biletzke                     | 3,0   | 3,5      |
| 122 | Recklinghausen II                   | Brian Nickholz       | 37,4 | Lars Ehm                      | 28,1 | Robin Conrad                 | 10,9  | Bernard Keber              | 9,6  | Robert Heinze                 | 8,3  | Ulrike Eifler                    | 2,8   | 2,9      |
| 123 | Gelsenkirchen                       | Markus Töns          | 40,5 | Laura Ann Rosen               | 19,8 | Irene Mihalic                | 10,2  | Jörg Schneider             | 14,0 | Marco Buschmann               | 8,1  | Ayten Kaplan                     | 3,2   | 4,3      |
| 124 | Steinfurt I – Borken I              | Sarah Lahrkamp       | 28,3 | Jens Spahn                    | 40,0 | Alexandra Schoo              | 12,0  | Torsten Etgeton            | 5,4  | Alexander Brockmeier          | 9,3  | Gerrit Bresch                    | 2,4   | 2,5      |
| 125 | Bottrop – Recklinghausen III        | Michael Gerdes       | 39,1 | Sven Volmering                | 27,0 | Kim Wiesweg                  | 10,3  | Detlef Bauer               | 9,6  | Sebastian Steinzen            | 7,7  | Lisa Ellermann                   | 2,6   | 3,7      |
| 126 | Borken II                           | Nadine Heselhaus     | 25,4 | Anne König                    | 43,7 | Bernhard Lammersmann         | 12,4  | Michael Espendiller        | 4,9  | Karlheinz Busen               | 8,3  | Michael Frieg                    | 2,4   | 2,8      |
| 127 | Coesfeld – Steinfurt II             | Johannes Waldmann    | 25,1 | Marc Henrichmann              | 40,9 | Anne-Monika Spallek          | 16,9  | Leonard Martin             | 4,5  | Rene Arning                   | 7,8  | Klaus Stegemann                  | 2,7   | 2,1      |
| 128 | Steinfurt III                       | Jürgen Coße          | 31,1 | Anja Karliczek                | 34,0 | Jan-Niclas Gesenhues         | 15,5  | Florian Michael Elixmann   | 5,7  | Christian Markert             | 7,4  | Kathrin Vogler                   | 3,0   | 3,3      |
| 129 | Münster                             | Svenja Schulze       | 24,1 | Stefan Nacke                  | 26,2 | Maria Klein-Schmeink         | 32,3  | Helmut Birke               | 2,7  | Klaus Kretzer                 | 6,7  | Kira Sawilla                     | 3,6   | 4,4      |
| 130 | Warendorf                           | Bernhard Daldrup     | 30,8 | Henning Rehbaum               | 36,3 | Jessica Wessels              | 12,9  | Dennis Dinter              | 6,2  | Oliver Niedostadek            | 7,8  | Reiner Erwin Jenkel              | 2,5   | 3,5      |
| 131 | Gütersloh I                         | Elvan Korkmaz        | 25,8 | Ralph Brinkhaus               | 40,0 | Sebastian Stöling            | 12,8  | Axel Nußbaum               | 7,2  | Patrick Büker                 | 7,6  | Camila Cirlini                   | 2,4   | 4,3      |
| 132 | Bielefeld – Gütersloh II            | Wiebke Esdar         | 30,0 | Angelika Westerwelle          | 22,3 | Britta Haßelmann             | 21,8  | Maximilian Kneller         | 6,7  | Jan Maik Schlifter            | 9,7  | Friedrich Straetmanns            | 5,4   | 4,2      |
| 133 | Herford – Minden-Lübbecke II        | Stefan Schwartze     | 36,5 | Joachim Ebmeyer               | 26,7 | Maik Babenhauserheide        | 10,7  | Sebastian Schulze          | 9,4  | Jens Teutrine                 | 8,3  | Jan Lieberum                     | 3,2   | 5,2      |
| 134 | Minden-Lübbecke I                   | Achim Post           | 38,4 | Oliver Vogt                   | 26,2 | Schahia Gambir               | 10,5  | Sebastian Landwehr         | 8,9  | Frank Schäffler               | 8,2  | Jule Kegel                       | 2,6   | 5,2      |
| 135 | Lippe I                             | Jürgen Berghahn      | 30,7 | Kerstin Vieregge              | 26,2 | Robin Wagener                | 15,8  | Udo Hemmelgarn             | 9,5  | Christian Sauter              | 9,8  | Walter Brinkmann                 | 3,1   | 4,9      |
| 136 | Höxter – Gütersloh III – Lippe II   | Ulrich Kros          | 28,0 | Christian Haase               | 40,1 | Niklas Riesmeier             | 9,5   | Klaus Lange                | 8,5  | Tanja Kuffner                 | 7,1  | Alina Wolf                       | 2,5   | 4,3      |
| 137 | Paderborn                           | Burkhard Blienert    | 19,0 | Carsten Linnemann             | 47,9 | Jörg Schlüter                | 13,0  | Günter Koch                | 7,4  | Roze Özmen                    | 5,6  | Martina Schu                     | 3,1   | 4,1      |
| 138 | Hagen – Ennepe-Ruhr-Kreis I         | Timo Schisanowski    | 33,3 | Christian Nienhaus            | 26,4 | Janosch Dahmen               | 12,5  | Andreas Geitz              | 10,1 | Katrin Helling-Plahr          | 9,5  | Ingo Hentschel                   | 3,2   | 5,1      |
| 139 | Ennepe-Ruhr-Kreis II                | Axel Echeverria      | 35,4 | Hartmut Ziebs                 | 24,6 | Ina Gießwein                 | 16,0  | Carl-Dietrich Korte        | 7,2  | Anna Neumann                  | 8,5  | Clemens Jost                     | 2,7   | 5,5      |
| 140 | Bochum I                            | Axel Schäfer         | 38,3 | Fabian Schütz                 | 21,7 | Max Lucks                    | 18,6  | -                          | -    | Olaf in der Beek              | 9,0  | Sevim Dagdelen                   | 6,2   | 6,3      |
| 141 | Herne – Bochum II                   | Michelle Müntefering | 43,4 | Christoph Bußmann             | 19,8 | Jacob Liedtke                | 11,7  | Markus Dossenbach          | 9,8  | Klaus Füßmann                 | 7,0  | Felix Oekentorp                  | 3,8   | 4,5      |
| 142 | Dortmund I                          | Jens Peick           | 33,0 | Klaus Wegener                 | 19,4 | Markus Kurth                 | 17,0  | Heiner Garbe               | 6,8  | Roman Senga                   | 6,7  | Ann-Christin Huber               | 3,8   | 13,2     |
| 143 | Dortmund II                         | Sabine Poschmann     | 39,1 | Michael Depenbrock            | 20,3 | Anke Weber                   | 14,8  | Matthias Helferich         | 8,3  | Frieder Löhrer                | 7,2  | Sonja Lemke                      | 4,1   | 6,3      |
| 144 | Unna I                              | Oliver Kaczmarek     | 40,8 | Hubert Hüppe                  | 25,1 | Michael Sacher               | 13,9  | Ulrich Lehmann             | 8,0  | Suat Gülden                   | 6,2  | Andreas Meier                    | 3,2   | 2,8      |
| 145 | Hamm – Unna II                      | Michael Thews        | 40,6 | Arnd Hilwig                   | 26,5 | Martin Kesztyüs              | 10,2  | Robert Henning             | 9,3  | Lucas Slunjski                | 7,2  | Rebekka Kämpfe                   | 3,8   | 2,5      |
| 146 | Soest                               | Wolfgang Hellmich    | 30,8 | Hans-Jürgen Thies             | 33,1 | Mohammad Shahabuddin Miah    | 12,5  | Berengar Elsner von Gronow | 7,9  | Fabian Griewel                | 10,0 | Robert Helle                     | 3,1   | 2,5      |
| 147 | Hochsauerlandkreis                  | Dirk Wiese           | 32,2 | Friedrich Merz                | 40,4 | Maria Anna Gertrud Tillmann  | 8,0   | Otto Strauß                | 6,5  | Carl-Julius Cronenberg        | 7,0  | Karl-Ludwig Gössling             | 1,7   | 4,2      |
| 148 | Siegen-Wittgenstein                 | Luiza Licina-Bode    | 30,4 | Volkmar Klein                 | 33,6 | Laura Kraft                  | 10,3  | Henning Zoz                | 9,0  | Guido Müller                  | 8,4  | Ekkard Büdenbender               | 3,0   | 5,2      |
| 149 | Olpe – Märkischer Kreis I           | Nezahat Baradari     | 29,6 | Florian Müller                | 37,1 | Holger Thamm                 | 8,9   | Klaus Heger                | 8,5  | Johannes Vogel                | 10,4 | Otto Ersching                    | 2,6   | 2,9      |
| 150 | Märkischer Kreis II                 | Bettina Lugk         | 30,4 | Paul Ziemiak                  | 33,6 | Ingo Stuckmann               | 9,0   | Daniel Bläsing             | 9,1  | Jochen Lipproß                | 8,9  | Michael Martin Thomas-Lienkämper | 3,3   | 5,6      |

### Sachsen
| N.  | Wahlkreis                              | SPD                   | SPD  | CDU                          | CDU  | Grüne              | Grüne | AfD               | AfD  | FDP                     | FDP  | Linke               | Linke | Sonstige |
| N.  | Wahlkreis                              | Kandidat              | %    | Kandidat                     | %    | Kandidat           | %     | Kandidat          | %    | Kandidat                | %    | Kandidat            | %     | Sonstige |
| --- | -------------------------------------- | --------------------- | ---- | ---------------------------- | ---- | ------------------ | ----- | ----------------- | ---- | ----------------------- | ---- | ------------------- | ----- | -------- |
| 151 | Nordsachsen                            | Rüdiger Kleinke       | 18,9 | Christiane Schenderlein      | 22,8 | Denis Korn         | 5,0   | René Bochmann     | 27,8 | Martin Richter          | 8,7  | Phillipp Rubach     | 8,0   | 8,7      |
| 152 | Leipzig I                              | Holger Mann           | 20,2 | Jens Lehmann                 | 20,5 | Marie Rose Müser   | 11,9  | Christoph Neumann | 15,9 | René Hobusch            | 8,1  | Nina Sophie Treu    | 15,3  | 8,0      |
| 153 | Leipzig II                             | Nadja Sthamer         | 16,6 | Jessica Heller               | 16,5 | Paula Piechotta    | 18,4  | Siegbert Droese   | 11,5 | Peter Jess              | 7,4  | Sören Pellmann      | 22,8  | 6,9      |
| 154 | Leipzig-Land                           | Franziska Mascheck    | 20,0 | Georg-Ludwig von Breitenbuch | 24,4 | Matthias Vialon    | 5,0   | Edgar Naujok      | 24,6 | Olaf Winne              | 9,8  | Julia Schramm       | 7,9   | 8,4      |
| 155 | Meißen                                 | Stephanie Dzeyk       | 15,4 | Sebastian Fischer            | 22,3 | Karin Beese        | 5,1   | Barbara Lenk      | 31,0 | Johannes Schmidt-Ramos  | 9,3  | Markus Pohle        | 7,0   | 9,8      |
| 156 | Bautzen I                              | Kathrin Michel        | 13,4 | Roland Ermer                 | 26,0 | Lukas Mosler       | 2,6   | Karsten Hilse     | 33,4 | Matthias Schniebel      | 8,0  | Caren Lay           | 9,0   | 7,5      |
| 157 | Görlitz                                | Harald Prause-Kosubek | 12,5 | Florian Oest                 | 26,1 | Annett Jagiela     | 4,1   | Tino Chrupalla    | 35,8 | Hans Grüner             | 7,4  | Marko Schmidt       | 7,8   | 6,2      |
| 158 | Sächsische Schweiz-Osterzgebirge       | Fabian Funke          | 11,5 | Corinna Franke-Wöller        | 19,2 | Nino Haustein      | 4,5   | Steffen Janich    | 33,0 | Dirk Jahn               | 8,5  | André Hahn          | 10,0  | 13,3     |
| 159 | Dresden I                              | Rasha Nasr            | 14,6 | Markus Reichel               | 21,1 | Kassem Taher Saleh | 9,5   | Jens Maier        | 18,8 | Torsten Herbst          | 10,4 | Katja Kipping       | 18,9  | 6,7      |
| 160 | Dresden II – Bautzen II                | Stephan Schumann      | 15,3 | Lars Rohwer                  | 18,6 | Merle Spellerberg  | 13,6  | Andreas Harlaß    | 18,6 | Silke Müller            | 11,0 | Silvio Lang         | 11,8  | 11,0     |
| 161 | Mittelsachsen                          | Alexander Geißler     | 17,7 | Veronika Bellmann            | 23,8 | Lea Fränzle        | 3,7   | Carolin Bachmann  | 33,4 | Philipp Hartewig        | 9,9  | Stefan Hartmann     | 8,3   | 3,2      |
| 162 | Chemnitz                               | Detlef Müller         | 25,1 | Frank Heinrich               | 18,5 | Karola Köpferl     | 7,1   | Michael Klonovsky | 21,9 | Frank Müller-Rosentritt | 10,0 | Tim Detzner         | 10,9  | 6,4      |
| 163 | Chemnitzer Umland – Erzgebirgskreis II | Carlos Kasper         | 17,1 | Marco Wanderwitz             | 23,7 | Bernhard Herrmann  | 4,1   | Mike Moncsek      | 28,9 | Monique Woiton          | 8,7  | Sebastian Bernhardt | 8,3   | 9,1      |
| 164 | Erzgebirgskreis I                      | Silvio Heider         | 14,8 | Alexander Krauß              | 25,4 | Sebastian Walter   | 2,5   | Thomas Dietz      | 31,7 | Ulrike Harzer           | 7,5  | Clara Bünger        | 8,0   | 10,0     |
| 165 | Zwickau                                | Gundula Schubert      | 16,6 | Carsten Körber               | 21,2 | Wolfgang Wetzel    | 4,1   | Matthias Moosdorf | 25,6 | Nico Tippelt            | 9,6  | Sabine Zimmermann   | 15,5  | 7,4      |
| 166 | Vogtlandkreis                          | Kay Burmeister        | 19,5 | Yvonne Magwas                | 27,7 | Olaf Horlbeck      | 4,7   | Matthias Weiser   | 26,8 | André Ludwig            | 8,5  | Johannes Höfer      | 9,3   | 3,5      |

### Hessen
| N.  | Wahlkreis                            | SPD                  | SPD  | CDU                 | CDU  | Grüne                    | Grüne | AfD                    | AfD  | FDP                     | FDP  | Linke                          | Linke | Sonstige |
| N.  | Wahlkreis                            | Kandidat             | %    | Kandidat            | %    | Kandidat                 | %     | Kandidat               | %    | Kandidat                | %    | Kandidat                       | %     | Sonstige |
| --- | ------------------------------------ | -------------------- | ---- | ------------------- | ---- | ------------------------ | ----- | ---------------------- | ---- | ----------------------- | ---- | ------------------------------ | ----- | -------- |
| 167 | Waldeck                              | Esther Dilcher       | 38,0 | Armin Schwarz       | 26,3 | Peter Koswig             | 10,0  | Jan Ralf Nolte         | 9,2  | Jochen Helmut Rube      | 8,9  | Regina Preysing                | 3,1   | 4,6      |
| 168 | Kassel                               | Timon Gremmels       | 36,1 | Michael Aufenanger  | 20,4 | Boris Mijatović          | 17,3  | Sibylle Johst          | 7,1  | Matthias Nölke          | 8,1  | Stephanie Schury               | 5,8   | 5,3      |
| 169 | Werra-Meißner – Hersfeld-Rotenburg   | Michael Roth         | 43,7 | Wilhelm Gebhardt    | 26,8 | Awet Tesfaiesus          | 6,2   | Gerhard Schenk         | 11,0 | Jorias Bach             | 5,5  | Sabine Leidig                  | 3,0   | 3,8      |
| 170 | Schwalm-Eder                         | Edgar Franke         | 39,3 | Anna-Maria Bischof  | 24,0 | Bettina Hoffmann         | 8,9   | Albrecht Glaser        | 10,3 | Bastian Belz            | 8,8  | Heidemarie Scheuch-Paschkewitz | 2,7   | 5,9      |
| 171 | Marburg                              | Sören Bartol         | 36,9 | Stefan Heck         | 26,1 | Stephanie Theiss         | 13,4  | Julian Schmidt         | 9,0  | Niklas Hannott          | 6,7  | Maximilian Philipp Peter       | 4,7   | 3,4      |
| 172 | Lahn-Dill                            | Dagmar Schmidt       | 33,1 | Hans-Jürgen Irmer   | 30,1 | Caroline Krohn           | 9,1   | Willi Karl Wagner      | 10,5 | Carsten Seelmeyer       | 8,0  | Christiane Ohnacker            | 3,1   | 6,2      |
| 173 | Gießen                               | Felix Döring         | 30,4 | Helge Braun         | 29,6 | Behzad Borhani           | 13,3  | Uwe Schulz             | 9,1  | Dennis Pucher           | 7,6  | Ali Al-Dailami                 | 4,0   | 6,1      |
| 174 | Fulda                                | Birgit Kömpel        | 21,8 | Michael Brand       | 38,1 | Gianina Zimmermann       | 8,6   | Martin Hohmann         | 15,2 | Jürgen Lenders          | 8,6  | Nuha Sharif-Ali                | 2,9   | 5,0      |
| 175 | Main-Kinzig – Wetterau II – Schotten | Bettina Müller       | 30,5 | Johannes Wiegelmann | 27,5 | Knut Maximilian Kiesel   | 9,4   | Mariana Harder-Kühnel  | 13,0 | Andrea Rahn-Farr        | 11,2 | Stella Luise Smith             | 3,0   | 5,3      |
| 176 | Hochtaunus                           | Alicia Bokler        | 27,0 | Markus Koob         | 31,3 | Christian Tramnitz       | 15,3  | Henning Thöne          | 7,5  | Katja Adler             | 11,3 | André Pabst                    | 2,6   | 5,0      |
| 177 | Wetterau I                           | Natalie Pawlik       | 29,7 | Armin Häuser        | 28,3 | Michaela Colletti        | 13,9  | Andreas Lichert        | 8,3  | Peter Heidt             | 11,0 | Julian Eder                    | 2,9   | 6,0      |
| 178 | Rheingau-Taunus – Limburg            | Martin Rabanus       | 28,5 | Klaus-Peter Willsch | 30,2 | Anna Lührmann            | 14,4  | Marcus Resch           | 8,0  | Alexander Müller        | 10,7 | Valentin Zill                  | 2,7   | 5,6      |
| 179 | Wiesbaden                            | Nadine Ruf           | 25,8 | Ingmar Jung         | 26,3 | Uta Brehm                | 19,2  | Erich Heidkamp         | 6,8  | Lucas Schwalbach        | 10,4 | Daniel Winter                  | 4,9   | 6,6      |
| 180 | Hanau                                | Lennard Oehl         | 31,1 | Katja Leikert       | 27,8 | Marcus Bocklet           | 12,4  | Erich Albrecht         | 10,3 | Henrik Statz            | 10,1 | Alexander Kuhne                | 3,4   | 4,7      |
| 181 | Main-Taunus                          | Ilja-Kristin Seewald | 22,8 | Norbert Altenkamp   | 33,3 | Kordula Schulz-Asche     | 16,9  | Gerhard Bergmann       | 6,8  | Bettina Stark-Watzinger | 13,0 | Paul Laslop                    | 2,7   | 4,4      |
| 182 | Frankfurt am Main I                  | Armand Zorn          | 29,0 | Axel Kaufmann       | 21,7 | Deborah Düring           | 18,8  | Patrick Schenk         | 5,5  | Frank Maiwald           | 11,4 | Janine Wissler                 | 8,8   | 4,9      |
| 183 | Frankfurt am Main II                 | Kaweh Mansoori       | 23,3 | Bettina Wiesmann    | 22,5 | Omid Nouripour           | 29,0  | Joana Cotar            | 4,6  | Thorsten Lieb           | 11,4 | Achim Kessler                  | 6,1   | 3,0      |
| 184 | Groß-Gerau                           | Melanie Wegling      | 33,5 | Stefan Sauer        | 27,7 | Lars Nitschke            | 11,7  | Thorsten Blümlein      | 8,5  | Stephan Dehler          | 8,4  | Jörg Cezanne                   | 4,0   | 6,2      |
| 185 | Offenbach                            | Tuna Firat           | 26,4 | Björn Simon         | 27,8 | Wolfgang Strengmann-Kuhn | 16,8  | Christin Thüne         | 7,6  | Ernestos Varvaroussis   | 9,5  | Christine Buchholz             | 4,8   | 7,0      |
| 186 | Darmstadt                            | Andreas Larem        | 27,4 | Astrid Mannes       | 22,7 | Daniela Wagner           | 23,8  | Meysam Ehtemai         | 6,0  | Julia von Buttlar       | 9,2  | Firat Turgut-Wenzel            | 5,0   | 5,9      |
| 187 | Odenwald                             | Jens Zimmermann      | 32,3 | Patricia Lips       | 27,9 | Philip Krämer            | 12,2  | Georg Rüdiger Hashagen | 8,5  | Mathias Gerald Zeuner   | 9,7  | Marlene Wenzl                  | 3,4   | 6,0      |
| 188 | Bergstraße                           | Sven Wingerter       | 27,2 | Michael Meister     | 30,5 | Moritz Müller            | 13,9  | Thomas Fetsch          | 9,5  | Till Mansmann           | 10,7 | Sascha Bahl                    | 2,7   | 5,5      |

### Thüringen
| N.  | Wahlkreis                                                     | SPD                      | SPD  | CDU                | CDU  | Grüne                 | Grüne | AfD              | AfD  | FDP                       | FDP | Linke                  | Linke | Sonstige |
| N.  | Wahlkreis                                                     | Kandidat                 | %    | Kandidat           | %    | Kandidat              | %     | Kandidat         | %    | Kandidat                  | %   | Kandidat               | %     | Sonstige |
| --- | ------------------------------------------------------------- | ------------------------ | ---- | ------------------ | ---- | --------------------- | ----- | ---------------- | ---- | ------------------------- | --- | ---------------------- | ----- | -------- |
| 189 | Eichsfeld – Nordhausen – Kyffhäuserkreis                      | Anne Bressem             | 22,3 | Manfred Grund      | 26,6 | Heike Möller          | 3,9   | Jürgen Pohl      | 22,7 | Patrick Kurth             | 6,8 | Sigrid Hupach          | 10,9  | 6,8      |
| 190 | Eisenach – Wartburgkreis – Unstrut-Hainich-Kreis              | Tina Rudolph             | 23,8 | Christian Hirte    | 23,0 | Justus Heuer          | 3,5   | Klaus Stöber     | 24,8 | Leon-Dustin Bender        | 5,8 | Martina Renner         | 11,2  | 7,9      |
| 191 | Jena – Sömmerda – Weimarer Land I                             | Holger Becker            | 20,1 | Mike Mohring       | 18,5 | Heiko Knopf           | 9,6   | Torben Braga     | 19,4 | Tim Wagner                | 7,0 | Ralph Lenkert          | 16,9  | 8,4      |
| 192 | Gotha – Ilm-Kreis                                             | Michael Christian Müller | 23,5 | Tankred Schipanski | 18,4 | Stephan Ostermann     | 4,6   | Marcus Bühl      | 26,5 | Martin Mölders            | 6,8 | Cornelia Wanderer      | 11,1  | 9,1      |
| 193 | Erfurt – Weimar – Weimarer Land II                            | Carsten Schneider        | 24,4 | Antje Tillmann     | 17,4 | Katrin Göring-Eckardt | 11,8  | Sascha Schlösser | 16,5 | Christian Poloczek-Becher | 7,5 | Susanne Hennig-Wellsow | 16,4  | 6,0      |
| 194 | Gera – Greiz – Altenburger Land                               | Elisabeth Kaiser         | 22,2 | Volkmar Vogel      | 20,0 | Doreen Rath           | 3,8   | Stephan Brandner | 29,0 | Marco Thiele              | 8,6 | Björn Harras           | 11,7  | 4,7      |
| 195 | Saalfeld-Rudolstadt – Saale-Holzland-Kreis – Saale-Orla-Kreis | Cordelius Ilgmann        | 18,7 | Albert Weiler      | 21,0 | Susanne Martin        | 3,8   | Michael Kaufmann | 29,3 | Reginald Hanke            | 7,5 | Frank Tempel           | 12,1  | 7,6      |
| 196 | Suhl – Schmalkalden-Meiningen – Hildburghausen – Sonneberg    | Frank Ullrich            | 33,6 | Hans-Georg Maaßen  | 22,3 | Stephanie Erben       | 2,1   | Jürgen Treutler  | 21,2 | Gerald Ullrich            | 6,3 | Sandro Witt            | 8,4   | 6,0      |

### Rheinland-Pfalz
| N.  | Wahlkreis                | SPD                        | SPD  | CDU                   | CDU  | Grüne               | Grüne | AfD                         | AfD  | FDP                   | FDP  | Linke                     | Linke | Sonstige |
| N.  | Wahlkreis                | Kandidat                   | %    | Kandidat              | %    | Kandidat            | %     | Kandidat                    | %    | Kandidat              | %    | Kandidat                  | %     | Sonstige |
| --- | ------------------------ | -------------------------- | ---- | --------------------- | ---- | ------------------- | ----- | --------------------------- | ---- | --------------------- | ---- | ------------------------- | ----- | -------- |
| 197 | Neuwied                  | Martin Diedenhofen         | 30,2 | Erwin Rüddel          | 31,9 | Kevin Lenz          | 9,2   | Andreas Bleck               | 9,4  | Sandra Weeser         | 8,9  | Jochen Bülow              | 2,8   | 7,6      |
| 198 | Ahrweiler                | Christoph Schmitt          | 30,2 | Mechthild Heil        | 34,3 | Martin Schmitt      | 10,6  | Rüdiger Nothnick            | 7,4  | Jannick Simon         | 8,3  | Aziz Aldemir              | 2,4   | 6,8      |
| 199 | Koblenz                  | Thorsten Rudolph           | 29,9 | Josef Oster           | 31,7 | Lena Etzkorn        | 12,4  | Carsten Dittmann            | 6,7  | Markus Wieseler       | 7,7  | Oliver Antpöhler-Zwiernik | 2,8   | 8,8      |
| 200 | Mosel/Rhein-Hunsrück     | Michael Franz Josef Maurer | 26,9 | Marlon Bröhr          | 34,3 | Julian-Béla Joswig  | 9,7   | Harald Bechberger           | 8,0  | Carina Konrad         | 11,8 | -                         | -     | 9,3      |
| 201 | Kreuznach                | Joe Weingarten             | 33,0 | Julia Klöckner        | 29,1 | Christoph Benze     | 7,3   | Nicole Höchst               | 9,5  | Marvin Griesbach      | 7,2  | Bianca Daniela Steimle    | 3,2   | 10,7     |
| 202 | Bitburg                  | Lena Werner                | 27,4 | Patrick Schnieder     | 37,8 | Dorothea Hafner     | 6,9   | Beate Härig-Dickersbach     | 6,5  | Ralf Markus Berlingen | 7,4  | Manuel Eppers             | 2,3   | 11,6     |
| 203 | Trier                    | Verena Hubertz             | 33,0 | Andreas Steier        | 27,7 | Corinna Rüffer      | 13,0  | Otto Hiller von Gaertringen | 5,7  | Benjamin Palfner      | 7,0  | Katrin Werner             | 3,5   | 10,2     |
| 204 | Montabaur                | Tanja Machalet             | 31,5 | Andreas Nick          | 30,0 | Torsten Mario Klein | 8,8   | Robin Maximilian Classen    | 8,7  | Dennis Sturm          | 9,3  | Natalie Brosch            | 2,8   | 9,0      |
| 205 | Mainz                    | Daniel Baldy               | 24,9 | Ursula Groden-Kranich | 23,6 | Tabea Rößner        | 18,7  | Sebastian Münzenmaier       | 5,2  | Friedrich Sartorius   | 7,2  | Gerhard Trabert           | 12,4  | 8,0      |
| 206 | Worms                    | David Maier                | 30,3 | Jan Metzler           | 32,2 | Christian Engelke   | 9,7   | Carsten Propp               | 9,8  | Manuel Höferlin       | 7,9  | Anja Läwen                | 3,1   | 7,0      |
| 207 | Ludwigshafen/Frankenthal | Christian Schreider        | 32,8 | Torbjörn Kartes       | 25,0 | Armin Grau          | 11,2  | Stefan Scheil               | 11,6 | Michael Goldschmidt   | 9,0  | Liborio Ciccarello        | 3,0   | 7,4      |
| 208 | Neustadt – Speyer        | Isabel Mackensen-Geis      | 28,1 | Johannes Steiniger    | 30,2 | Hannah Heller       | 12,2  | Thomas Stephan              | 10,0 | Bianca Hofmann        | 8,5  | Stefan Huber-Aydemir      | 2,6   | 8,4      |
| 209 | Kaiserslautern           | Matthias Mieves            | 33,9 | Xaver Jung            | 21,5 | Michael Kunte       | 8,7   | Marco Staudt                | 12,0 | Jana Braun Lambur     | 7,1  | Alexander Ulrich          | 4,0   | 12,7     |
| 210 | Pirmasens                | Angelika Glöckner          | 30,4 | Florian Bilic         | 30,1 | Susanne Bendig      | 6,0   | Ferdinand Weber             | 12,7 | Erika Watson          | 7,6  | Frank Eschrich            | 2,8   | 10,4     |
| 211 | Südpfalz                 | Thomas Hitschler           | 28,2 | Thomas Gebhart        | 28,2 | Tobias Lindner      | 11,2  | Bernd Schattner             | 9,8  | Volker Wissing        | 10,0 | Tobias Schreiner          | 3,1   | 9,4      |

### Bayern
| N.  | Wahlkreis                          | SPD                           | SPD  | CSU                    | CSU  | Grüne                             | Grüne | AfD                        | AfD  | FDP                               | FDP  | Linke                             | Linke | Sonstige |
| N.  | Wahlkreis                          | Kandidat                      | %    | Kandidat               | %    | Kandidat                          | %     | Kandidat                   | %    | Kandidat                          | %    | Kandidat                          | %     | Sonstige |
| --- | ---------------------------------- | ----------------------------- | ---- | ---------------------- | ---- | --------------------------------- | ----- | -------------------------- | ---- | --------------------------------- | ---- | --------------------------------- | ----- | -------- |
| 212 | Altötting                          | Annette Heidrich              | 11,4 | Stephan Mayer          | 43,3 | Christoph Arz                     | 8,7   | Klaus Lang                 | 11,1 | Sandra Bubendorfer-Licht          | 7,2  | Sebastian Max Misselhorn          | 2,5   | 15,9     |
| 213 | Erding – Ebersberg                 | Magdalena Maria Wagner        | 14,5 | Andreas Lenz           | 42,3 | Christoph Johannes Lochmüller     | 14,9  | Peter Alexander Junker     | 6,8  | Marc Salih                        | 7,9  | Tobias Boegelein                  | 2,0   | 11,6     |
| 214 | Freising                           | Andreas Mehltretter           | 13,5 | Erich Irlstorfer       | 36,2 | Leon Eckert                       | 12,5  | Johannes Huber             | 9,4  | Eva-Maria Schmidt                 | 7,6  | Nicolas-Pano Graßy                | 2,0   | 18,9     |
| 215 | Fürstenfeldbruck                   | Michael Schrodi               | 19,3 | Katrin Staffler        | 38,0 | Beate Walter-Rosenheimer          | 13,3  | Florian Jäger              | 6,8  | Carsten Ulrich Rudolf Bode        | 8,4  | Ernestine Martin-Köppl            | 1,7   | 12,6     |
| 216 | Ingolstadt                         | Jessica Meier                 | 13,9 | Reinhard Brandl        | 44,9 | Joachim Siebler                   | 9,8   | Lukas Rehm                 | 9,6  | Theresa Ley                       | 5,8  | Roland Meier                      | 2,5   | 13,5     |
| 217 | München-Nord                       | Florian Post                  | 21,9 | Bernhard Loos          | 25,7 | Doris Wagner                      | 24,2  | Petr Bystron               | 4,3  | Daniel Föst                       | 11,2 | Christian Alois Schwarzenberger   | 3,6   | 9,2      |
| 218 | München-Ost                        | Claudia Tausend               | 19,8 | Wolfgang Stefinger     | 31,7 | Vaniessa Rashid                   | 21,9  | Wilfried Biedermann        | 4,2  | Daniela Elisabeth Henriette Hauck | 9,4  | Julian Tobias Zieglmaier          | 2,5   | 10,5     |
| 219 | München-Süd                        | Sebastian Roloff              | 19,7 | Michael Kuffer         | 26,8 | Jamila Schäfer                    | 27,5  | Wolfgang Wiehle            | 4,4  | Thomas Sattelberger               | 9,5  | Kerem Schamberger                 | 3,6   | 8,5      |
| 220 | München-West/Mitte                 | Seija Anne Knorr-Köning       | 19,9 | Stephan Pilsinger      | 27,0 | Dieter Janecek                    | 26,9  | Paul Viktor Podolay        | 3,8  | Lukas Köhler                      | 9,7  | Nicole Gohlke                     | 3,5   | 9,1      |
| 221 | München-Land                       | Korbinian Rüger               | 15,2 | Florian Hahn           | 39,1 | Anton Hofreiter                   | 20,4  | Gerold Otten               | 5,0  | Axel Schmidt                      | 9,2  | Katinka Burz                      | 1,9   | 9,3      |
| 222 | Rosenheim                          | Pankraz Schaberl              | 12,0 | Daniela Ludwig         | 36,1 | Victoria Broßart                  | 13,8  | Andreas Michael Kohlberger | 8,3  | Michael Linnerer                  | 9,3  | Ates Nils Gürpinar                | 2,2   | 18,3     |
| 223 | Bad Tölz-Wolfratshausen – Miesbach | Hannes Gräbner                | 11,5 | Alexander Radwan       | 41,3 | Karl Bär                          | 15,5  | -                          | -    | Béatrice Vesterling               | 8,7  | Erich Horst Utz                   | 2,0   | 21,1     |
| 224 | Starnberg – Landsberg am Lech      | Carmen Wegge                  | 13,3 | Michael Kießling       | 38,2 | Martina Neubauer                  | 19,9  | Rainer Groß                | 6,0  | Britta Hundesrügge                | 9,2  | Simone Ketterl                    | 2,1   | 11,3     |
| 225 | Traunstein                         | Bärbel Kofler                 | 17,0 | Peter Ramsauer         | 36,6 | Wolfgang Ehrenlechner             | 10,6  | Horst Joachim Bernshausen  | 7,8  | Patrick Georg Weiß                | 7,5  | Leon Buchwald                     | 2,2   | 18,3     |
| 226 | Weilheim                           | Sigrid Meierhofer             | 14,4 | Alexander Dobrindt     | 41,9 | Elisabeth Löwenbourg-Brzezinski   | 11,9  | Gerrit Huy                 | 7,1  | Karl Sielmann                     | 6,3  | Rolf Walther                      | 2,0   | 16,5     |
| 227 | Deggendorf                         | Rita Hagl-Kehl                | 15,4 | Thomas Erndl           | 37,4 | Matthias Werner Schwinger         | 5,4   | Hans Fellner               | 13,8 | Muhanad Al-Halak                  | 5,0  | Melanie Rosa Demmelhuber          | 1,5   | 21,5     |
| 228 | Landshut                           | Vincent Hogenkamp             | 11,6 | Florian Oßner          | 36,4 | Maria Katharina Elisabeth Krieger | 11,2  | Elena Fritz                | 9,9  | Nicole Anna Elisabeth Bauer       | 11,7 | Veronika Lackerbauer              | 2,0   | 17,1     |
| 229 | Passau                             | Johannes Schätzl              | 20,9 | Andreas Scheuer        | 30,7 | Stefanie Maria                    | 8,9   | Ralf Stadler               | 12,0 | Martin Probst                     | 7,8  | Josef Ilsanker                    | 2,0   | 17,8     |
| 230 | Rottal-Inn                         | Severin Johannes Antonin Eder | 11,9 | Max Straubinger        | 35,1 | Marlene Schönberger               | 7,7   | Stephan Protschka          | 12,7 | Claus Peter Rothlehner            | 7,7  | Rudolf Schöberl                   | 1,4   | 23,4     |
| 231 | Straubing                          | Dennis Thomas Schötz          | 12,4 | Alois Rainer           | 44,3 | Erhard Grundl                     | 6,5   | Corinna Miazga             | 12,7 | Klaus Eugen Herpel                | 5,2  | Maximilian Spielbauer             | 1,5   | 17,4     |
| 232 | Amberg                             | Johannes Foitzik              | 16,0 | Susanne Hierl          | 40,3 | Karl-Heinz Herbst                 | 8,1   | Peter Boehringer           | 10,4 | Nils Gründer                      | 5,9  | Markus Alexander Sendelbeck       | 2,4   | 16,9     |
| 233 | Regensburg                         | Carolin Wagner                | 16,6 | Peter Aumer            | 35,3 | Stefan Schmidt                    | 15,3  | Dieter Arnold              | 8,4  | Ulrich Lechte                     | 7,0  | Eva-Maria Elisabeth Schreiber     | 3,0   | 14,3     |
| 234 | Schwandorf                         | Marianne Schieder             | 22,8 | Martina Englhardt-Kopf | 35,1 | Tina Winklmann                    | 4,6   | Wolfgang Pöschl            | 13,3 | Ines Tegtmeier                    | 4,2  | Manfred Preischl                  | 1,8   | 18,3     |
| 235 | Weiden                             | Uli Grötsch                   | 22,5 | Albert Rupprecht       | 38,5 | Anneliese Droste                  | 5,0   | Manfred Schiller           | 10,3 | Silke Klotz                       | 4,8  | Christian Claus Weidner           | 1,8   | 17,1     |
| 236 | Bamberg                            | Andreas Schwarz               | 19,0 | Thomas Silberhorn      | 37,0 | Lisa Badum                        | 15,4  | Michael Adam Weiß          | 9,0  | Sven Wilhelm Bachmann             | 6,6  | Jan Jaegers                       | 2,5   | 10,5     |
| 237 | Bayreuth                           | Anette Kramme                 | 19,4 | Silke Launert          | 42,4 | Susanne Iris Bauer                | 11,0  | Tobias Matthias Peterka    | 8,4  | Thomas Hacker                     | 7,2  | Sven Schröder                     | 2,0   | 9,7      |
| 238 | Coburg                             | Ramona Brehm                  | 26,1 | Jonas Geissler         | 36,5 | Johannes Wagner                   | 8,6   | Sebastian Johannes Görtler | 9,7  | Jens-Uwe Peter                    | 5,2  | Ulf Wunderlich                    | 1,9   | 12,1     |
| 239 | Hof                                | Jörg Nürnberger               | 23,9 | Hans-Peter Friedrich   | 41,2 | Ralf Reusch                       | 6,4   | Gerd Kögler                | 11,8 | Gabriel Wölfel                    | 5,2  | Janson Damasceno da Costa e Silva | 2,1   | 9,3      |
| 240 | Kulmbach                           | Simon Bodo Moritz             | 16,2 | Emmi Zeulner           | 47,8 | Martin Herbert Pfeiffer           | 7,5   | Theo Taubmann              | 10,6 | Claus Achim Ehrhardt              | 4,8  | Ludwig Baumgartner                | 1,8   | 11,5     |
| 241 | Ansbach                            | Harry Scheuenstuhl            | 17,7 | Artur Auernhammer      | 38,4 | Herbert Sirois                    | 11,2  | Daniel Lösch               | 9,6  | Thomas Alexander Kestler          | 6,8  | Erkan Dinar                       | 2,0   | 14,3     |
| 242 | Erlangen                           | Martina Stamm-Fibich          | 20,7 | Stefan Müller          | 35,1 | Tina Luisa Prietz                 | 19,4  | Christian Burkhard Beßler  | 6,9  | Ralf Schwab                       | 6,7  | -                                 | -     | 11,1     |
| 243 | Fürth                              | Carsten Träger                | 24,0 | Tobias Winkler         | 33,5 | Uwe Kekeritz                      | 13,8  | Thomas Adolf Klaukien      | 8,6  | Daniel Rene Bayer                 | 6,6  | Hermann Ruttmann                  | 3,2   | 10,4     |
| 244 | Nürnberg-Nord                      | Gabriela Heinrich             | 21,9 | Sebastian Brehm        | 28,5 | Tessa Ganserer                    | 22,6  | Martin Sichert             | 5,9  | Katja Hessel                      | 7,5  | Titus Schüller                    | 5,4   | 8,3      |
| 245 | Nürnberg-Süd                       | Thomas Robert Grämmer         | 24,2 | Michael Frieser        | 34,4 | Sascha Müller                     | 12,1  | Matthias Vogler            | 10,2 | Marco Ramon Preißinger            | 6,8  | Kathrin Flach Gomez               | 4,0   | 8,2      |
| 246 | Roth                               | Jan Plobner                   | 16,9 | Ralph Edelhäußer       | 38,0 | Felix Erbe                        | 13,4  | Klaus Norgall              | 7,9  | Kristine Lütke                    | 6,7  | Evelyn Schötz                     | 2,7   | 14,5     |
| 247 | Aschaffenburg                      | Tobias Rainer Wüst            | 17,1 | Andrea Lindholz        | 40,7 | Niklas Wagener                    | 13,5  | Jörg Anton Baumann         | 9,6  | Karsten Klein                     | 8,0  | Florian Hofmann                   | 2,4   | 8,7      |
| 248 | Bad Kissingen                      | Sabine Dittmar                | 19,0 | Dorothee Bär           | 39,1 | Manuela Rottmann                  | 9,5   | Freia Lippold-Eggen        | 9,9  | Karl Schenk Graf von Stauffenberg | 7,1  | Claus Scheeres                    | 2,6   | 12,7     |
| 249 | Main-Spessart                      | Bernd Rützel                  | 21,5 | Alexander Hoffmann     | 38,6 | Armin Beck                        | 10,1  | René Jentzsch              | 8,0  | Werner Jannek                     | 6,1  | Andreas Adrian                    | 2,6   | 13,2     |
| 250 | Schweinfurt                        | Markus Hümpfer                | 18,6 | Anja Weisgerber        | 40,9 | Nicolas Lommatzsch                | 9,5   | Bernd Schuhmann            | 9,9  | Daniel Stark                      | 8,0  | Klaus Ernst                       | 4,2   | 8,9      |
| 251 | Würzburg                           | Freya Altenhöner              | 18,1 | Paul Lehrieder         | 36,9 | Sebastian Hansen                  | 19,8  | -                          | -    | Andrew Ullmann                    | 10,6 | Simone Barrientos                 | 4,1   | 10,6     |
| 252 | Augsburg-Stadt                     | Ulrike Bahr                   | 18,0 | Volker Ullrich         | 28,1 | Claudia Roth                      | 20,6  | Raimond Scheirich          | 8,8  | Alexander Meyer                   | 8,5  | Frederik Hintermayr               | 4,7   | 11,3     |
| 253 | Augsburg-Land                      | Heike Heubach                 | 14,5 | Hansjörg Durz          | 40,6 | Stefan Lindauer                   | 12,2  | Rainer Kraft               | 9,7  | Matthias Krause                   | 7,9  | Cengiz Tuncer                     | 1,8   | 13,4     |
| 254 | Donau-Ries                         | Christoph Florian Schmid      | 19,2 | Ulrich Lange           | 41,1 | Stefan Norder-Freiherr von Hauch  | 7,1   | Edeltraud Schwarz          | 10,1 | Marcus Christoph Schürdt          | 6,4  | Manfred Seel                      | 2,0   | 14,3     |
| 255 | Neu-Ulm                            | Karl-Heinz Brunner            | 16,0 | Alexander Engelhard    | 37,2 | Ekin Deligöz                      | 11,0  | Gerd Mannes                | 12,0 | Anke Hillmann-Richter             | 7,8  | Xaver Merk                        | 1,9   | 14,2     |
| 256 | Oberallgäu                         | Martin Holderied              | 15,8 | Mechthilde Wittmann    | 29,7 | Pius Bandte                       | 15,4  | Rainer Rothfuß             | 8,0  | Stephan Thomae                    | 13,1 | Engelbert Blessing                | 2,7   | 15,2     |
| 257 | Ostallgäu                          | Regina Leenders               | 12,3 | Stephan Stracke        | 38,8 | Daniel Pflügl                     | 12,2  | Christian Sedlmeir         | 10,2 | Kai Fackler                       | 7,2  | Susanne Ferschl                   | 3,4   | 15,9     |

### Baden-Württemberg
| N.  | Wahlkreis                   | SPD                      | SPD  | CDU                   | CDU  | Grüne                            | Grüne | AfD                              | AfD  | FDP                      | FDP  | Linke                      | Linke | Sonstige |
| N.  | Wahlkreis                   | Kandidat                 | %    | Kandidat              | %    | Kandidat                         | %     | Kandidat                         | %    | Kandidat                 | %    | Kandidat                   | %     | Sonstige |
| --- | --------------------------- | ------------------------ | ---- | --------------------- | ---- | -------------------------------- | ----- | -------------------------------- | ---- | ------------------------ | ---- | -------------------------- | ----- | -------- |
| 258 | Stuttgart I                 | Lucia Schanbacher        | 12,8 | Stefan Kaufmann       | 23,4 | Cem Özdemir                      | 39,9  | Dirk Spaniel                     | 4,0  | Judith Skudelny          | 10,5 | Bernd Riexinger            | 4,1   | 5,2      |
| 259 | Stuttgart II                | Dejan Perc               | 20,6 | Maximilian Mörseburg  | 25,9 | Anna Christmann                  | 23,7  | Michael Mayer                    | 7,2  | Timur Lutfullin          | 11,1 | Johanna Tiarks             | 4,8   | 6,7      |
| 260 | Böblingen                   | Jasmina Hostert          | 21,1 | Marc Biadacz          | 29,7 | Tobias Bacherle                  | 15,6  | Markus Frohnmaier                | 8,3  | Florian Toncar           | 16,6 | Richard Pitterle           | 2,3   | 6,4      |
| 261 | Esslingen                   | Argyri Paraschaki        | 21,8 | Markus Grübel         | 32,0 | Sebastian Schäfer                | 18,4  | Boris Malewski                   | 7,0  | Robert Langer            | 12,2 | Anil Besli                 | 2,7   | 6,0      |
| 262 | Nürtingen                   | Nils Schmid              | 21,0 | Michael Hennrich      | 30,1 | Matthias Gastel                  | 18,0  | Kerstin Hanske                   | 8,3  | Renata Alt               | 13,8 | Hüseyin Sahin              | 2,4   | 6,3      |
| 263 | Göppingen                   | Heike Baehrens           | 23,7 | Hermann Färber        | 31,0 | Viktoria Kruse                   | 11,9  | Volker Münz                      | 11,8 | Jan Olsson               | 12,3 | Eva-Maria Glathe-Braun     | 2,2   | 7,0      |
| 264 | Waiblingen                  | Urs Abelein              | 22,7 | Christina Stumpp      | 29,0 | Anne Kowatsch                    | 15,0  | Jürgen Braun                     | 8,7  | Stephan Seiter           | 15,6 | Luigi Pantisano            | 2,6   | 6,4      |
| 265 | Ludwigsburg                 | Macit Karaahmetoglu      | 18,4 | Steffen Bilger        | 29,5 | Sandra Detzer                    | 20,3  | Martin Hess                      | 8,4  | Oliver Martin            | 14,0 | Andreas Frisch             | 2,9   | 6,5      |
| 266 | Neckar-Zaber                | Thomas Utz               | 22,5 | Fabian Gramling       | 30,4 | Lars Maximilian Schweizer        | 15,7  | Marc Jongen                      | 10,0 | Marcel Distl             | 12,3 | Emma Weber                 | 2,4   | 6,7      |
| 267 | Heilbronn                   | Josip Juratovic          | 24,3 | Alexander Throm       | 27,8 | Isabell Steidel                  | 12,7  | Franziska Gminder                | 12,8 | Michael Georg Link       | 13,7 | Konrad Wanner              | 2,3   | 6,4      |
| 268 | Schwäbisch Hall – Hohenlohe | Kevin Leiser             | 19,6 | Christian von Stetten | 32,1 | Harald Ebner                     | 15,1  | Jens Moll                        | 12,0 | Valentin Abel            | 11,7 | Cedric Schiele             | 2,4   | 7,1      |
| 269 | Backnang – Schwäbisch Gmünd | Tim-Luka Schwab          | 24,4 | Ingeborg Gräßle       | 30,5 | Ricarda Lang                     | 11,5  | Andreas Wörner                   | 11,7 | David-Sebastian Hamm     | 12,0 | Annette Keles              | 2,9   | 7,0      |
| 270 | Aalen – Heidenheim          | Leni Breymaier           | 21,9 | Roderich Kiesewetter  | 37,0 | Margit Stumpp                    | 12,2  | Jan-Hendrik Willi Matthias Czada | 10,2 | Arian Kriesch            | 9,4  | Tim Steckbauer             | 2,3   | 7,0      |
| 271 | Karlsruhe-Stadt             | Parsa Marvi              | 21,3 | Ingo Wellenreuther    | 19,5 | Zoe Mayer                        | 30,0  | Marc Bernhard                    | 6,8  | Michael Theurer          | 10,0 | Michel Brandt              | 5,0   | 7,4      |
| 272 | Karlsruhe-Land              | Patrick Diebold          | 22,8 | Nicolas Zippelius     | 30,4 | Sebastian Grässer                | 16,7  | René Rotzinger                   | 9,0  | Hans-Günther Lohr        | 11,5 | Jörg Rupp                  | 2,4   | 7,2      |
| 273 | Rastatt                     | Gabriele Katzmarek       | 22,7 | Kai Whittaker         | 33,2 | Thomas Gönner                    | 13,0  | Verena Bäuerle                   | 10,7 | Sven Gustav Gehrke       | 11,6 | Tudor Paul Costin          | 2,7   | 6,1      |
| 274 | Heidelberg                  | Elisabeth Krämer         | 20,2 | Alexander Föhr        | 24,1 | Franziska Brantner               | 30,2  | Malte Kaufmann                   | 6,1  | Dennis Nusser            | 9,0  | Zara Kiziltas              | 4,0   | 6,5      |
| 275 | Mannheim                    | Isabel Cademartori       | 26,4 | Roland Hörner         | 19,9 | Melis Sekmen                     | 22,5  | Jörg Finkler                     | 9,8  | Konrad Stockmeier        | 10,6 | Gökay Akbulut              | 4,8   | 6,0      |
| 276 | Odenwald – Tauber           | Anja Lotz                | 20,6 | Nina Warken           | 35,8 | Charlotte Schneidewind-Hartnagel | 11,0  | Christina Baum                   | 12,1 | Timo Breuninger          | 9,7  | Robert Binder              | 2,3   | 8,4      |
| 277 | Rhein-Neckar                | Lars Castellucci         | 27,0 | Moritz Oppelt         | 28,5 | Jürgen Kretz                     | 14,9  | Stefan Holzmann                  | 10,0 | Jens Brandenburg         | 11,7 | Ecevit Emre                | 2,6   | 5,3      |
| 278 | Bruchsal – Schwetzingen     | Nezaket Yildirim         | 21,9 | Olav Gutting          | 29,6 | Nicole-Annette Heger             | 14,7  | Ruth Rickersfeld                 | 11,6 | Christopher Gohl         | 11,7 | Alena Schmitt              | 2,6   | 7,9      |
| 279 | Pforzheim                   | Katja Mast               | 20,9 | Gunther Krichbaum     | 28,5 | Stephanie Aeffner                | 12,7  | Diana Zimmer                     | 14,1 | Rainer Semet             | 12,7 | Meltem Çelik               | 2,3   | 8,8      |
| 280 | Calw                        | Saskia Esken             | 17,2 | Klaus Mack            | 33,8 | Sara Haug                        | 11,7  | Marcus Lotzin                    | 12,3 | Michael König            | 15,0 | Thomas Hanser              | 2,0   | 8,0      |
| 281 | Freiburg                    | Julia Söhne              | 26,3 | Matern von Marschall  | 20,6 | Chantal Kopf                     | 28,8  | Marco Näger                      | 4,5  | Claudia Raffelhüschen    | 7,7  | Tobias Pflüger             | 5,3   | 6,8      |
| 282 | Lörrach – Müllheim          | Takis Mehmet Ali         | 21,8 | Diana Stöcker         | 25,2 | Gerhard Zickenheiner             | 20,6  | Marina Rose-Marie Kempf          | 8,1  | Christoph Hoffmann       | 14,2 | Moritz Kenk                | 2,7   | 7,4      |
| 283 | Emmendingen – Lahr          | Johannes Fechner         | 27,8 | Yannick Bury          | 27,8 | Heike Dorow                      | 14,0  | Thomas Seitz                     | 8,6  | Tino Josef Ritter        | 10,0 | Imke Pirch                 | 3,0   | 8,8      |
| 284 | Offenburg                   | Matthias Katsch          | 18,7 | Wolfgang Schäuble     | 34,9 | Thomas Zawalski                  | 14,0  | Taras Maygutiak                  | 8,9  | Martin Gassner-Herz      | 10,8 | Simon Bärmann              | 2,7   | 10,0     |
| 285 | Rottweil – Tuttlingen       | Mirko Wilko Witkowski    | 16,2 | Maria-Lena Weiss      | 31,5 | Annette Reif                     | 12,3  | Joachim Ralf Josef Bloch         | 13,7 | Andreas Anton            | 16,8 | Aynur Karlikli             | 2,1   | 7,4      |
| 286 | Schwarzwald-Baar            | Derya Türk-Nachbaur      | 18,1 | Thorsten Frei         | 36,4 | Thomas Bleile                    | 12,1  | Martin Rothweiler                | 10,5 | Marcel Klinge            | 13,8 | Heinrich Alexandra Hermann | 2,3   | 6,8      |
| 287 | Konstanz                    | Lina Seitzl              | 20,1 | Andreas Jung          | 34,1 | Sebastian Lederer                | 18,0  | Michael Andreas Hug              | 8,6  | Ann-Veruschka Jurisch    | 10,9 | Sibylle Röth               | 3,6   | 4,6      |
| 288 | Waldshut                    | Rita Schwarzelühr-Sutter | 25,5 | Felix Schreiner       | 33,6 | Jan-Lukas Schmitt                | 15,3  | Andrea Zürcher                   | 8,5  | Jareem Khawaja           | 7,6  | Robert Kuhlmann            | 2,7   | 6,8      |
| 289 | Reutlingen                  | Ulrich Bausch            | 17,9 | Michael Donth         | 32,5 | Beate Müller-Gemmeke             | 16,7  | Hansjörg Schrade                 | 10,1 | Pascal Kober             | 13,4 | Jessica Tatti              | 4,0   | 5,4      |
| 290 | Tübingen                    | Martin Rosemann          | 18,2 | Annette Widmann-Mauz  | 27,0 | Christian Kühn                   | 25,7  | Ingo Reetzke                     | 7,8  | Julian Grünke            | 9,4  | Heike Hänsel               | 4,7   | 7,3      |
| 291 | Ulm                         | Jan Rothenbacher         | 18,3 | Ronja Kemmer          | 32,7 | Marcel Emmerich                  | 18,8  | Kristof Heitmann                 | 9,1  | Alexander Kulitz         | 11,2 | David Rizzotto             | 2,6   | 7,3      |
| 292 | Biberach                    | Martin Gerster           | 18,6 | Josef Rief            | 35,1 | Anja Reinalter                   | 13,6  | Rebecca Weißbrodt                | 10,2 | Florian Hirt             | 9,9  | Rainer Schaaf              | 1,6   | 11,1     |
| 293 | Bodensee                    | Leon Hahn                | 20,8 | Volker Mayer-Lay      | 30,4 | Maria Heubuch                    | 17,1  | Alice Weidel                     | 9,2  | Christian Steffen-Stiehl | 12,2 | Sander Frank               | 2,7   | 7,5      |
| 294 | Ravensburg                  | Heike Engelhardt         | 13,8 | Axel Müller           | 30,6 | Agnieszka Brugger                | 21,1  | Christoph Högel                  | 8,0  | Benjamin Strasser        | 14,3 | Jasmin Scheiwanthi Runge   | 3,0   | 9,2      |
| 295 | Zollernalb – Sigmaringen    | Robin Mesarosch          | 18,3 | Thomas Bareiß         | 30,1 | Johannes Kretschmann             | 16,9  | Nicolas Gregg                    | 11,4 | Stephan Link             | 13,7 | Marco Hausner              | 2,1   | 7,4      |

### Saarland
| N.  | Wahlkreis   | SPD              | SPD  | CDU                        | CDU  | Grüne              | Grüne | AfD             | AfD  | FDP                      | FDP | Linke               | Linke | Sonstige |
| N.  | Wahlkreis   | Kandidat         | %    | Kandidat                   | %    | Kandidat           | %     | Kandidat        | %    | Kandidat                 | %   | Kandidat            | %     | Sonstige |
| --- | ----------- | ---------------- | ---- | -------------------------- | ---- | ------------------ | ----- | --------------- | ---- | ------------------------ | --- | ------------------- | ----- | -------- |
| 296 | Saarbrücken | Josephine Ortleb | 36,9 | Annegret Kramp-Karrenbauer | 25,1 | Gerhard Wenz       | 7,9   | Boris Huebner   | 9,0  | Helmut Isringhaus        | 8,3 | Mark Baumeister     | 6,2   | 6,6      |
| 297 | Saarlouis   | Heiko Maas       | 36,7 | Peter Altmaier             | 28,0 | Ute Lessel         | 4,7   | Carsten Becker  | 9,7  | Angelika Hießerich-Peter | 8,2 | Dagmar Ensch-Engel  | 5,4   | 7,3      |
| 298 | St. Wendel  | Christian Petry  | 35,1 | Nadine Schön               | 32,1 | Uta Sullenberger   | 4,2   | Axel Magar      | 9,0  | Oliver Luksic            | 8,3 | Rosa Maria Grewenig | 4,2   | 7,1      |
| 299 | Homburg     | Esra Limbacher   | 36,6 | Markus Uhl                 | 26,1 | Maria Luise Herber | 4,9   | Christian Wirth | 11,6 | Ralf Armbrüster          | 7,9 | Florian Spaniol     | 5,2   | 7,7      |